# 日宇郵便局
日宇郵便局（ひうゆうびんきょく）は、長崎県佐世保市にある郵便局。民営化前の分類では集配普通郵便局であった。

## 概要
住所：〒857-1199 長崎県佐世保市日宇町668-2
佐世保市日宇地域の中心部、国道35号沿いに位置する。

## 沿革
- 1908年（明治41年）2月16日 - 日宇郵便局（三等）として開設[1]。
- 1931年（昭和6年）12月26日 - 電話交換業務を開始[2]。
- 1952年（昭和27年）3月10日 - 電話交換業務を佐世保電話局に移管[3]。
- 1967年（昭和42年）9月1日 - 特定郵便局から普通郵便局に局種別改定。
- 1976年（昭和51年）11月 - 局舎新築落成。
- 1983年（昭和58年）9月7日 - 和文電報配達業務を早岐電報電話局に移管。
- 1999年（平成11年） - 外国通貨の両替および旅行小切手の売買に関する業務取扱を開始。
- 2007年（平成19年）10月1日 - 民営化に伴い併設された郵便事業日宇支店に一部業務を移管。
- 2012年（平成24年）10月1日 - 日本郵便株式会社発足に伴い、郵便事業日宇支店を日宇郵便局に統合。

## 取扱内容
- 郵便、印紙、ゆうパック、内容証明
- 貯金、為替、振替、振込、国際送金、外貨両替・トラベラーズチェック、国債、投資信託
- 生命保険、バイク自賠責保険、自動車保険
- ゆうちょ銀行ATM
- 佐世保市内の一部地域の集配業務
- ゆうゆう窓口

## 周辺
- 佐世保市役所日宇支所
- 佐世保市消防局中央消防署日宇出張所
- 日宇スポーツセンター
- 青蓮寺
- 長崎県立佐世保南高等学校
- ジャパネットたかた本社
- 日宇川

## アクセス
- JR佐世保線 日宇駅から徒歩約1分
- 西肥バス（させぼバスも含む） 日宇駅前停留所下車
- 西九州自動車道 佐世保大塔ICから北西へ約3km
- 国道35号沿い
- 駐車場あり：20台